# فقمة فراء ساب أنتاركتيكا
فقمة فراء ساب أنتاركتيكا هي نوع من فقمات الفراء تعيش في مناطق جنوب المحيط الهندي،المحيط الهادئ والمحيط الأطلسي.